# Violet Town
Violet Town – miasto w Australii, w stanie Wiktoria.